# Hov (Islas Feroe)
Hov es un pequeño pueblo y municipio de las Islas Feroe. Se encuentra en un valle en la costa oriental de Suðuroy, la isla más meridional de las Feroe, y cuenta 120 habitantes en 2011. Hov es el único poblado del municipio, a su vez el más pequeño de la isla.

## Historia

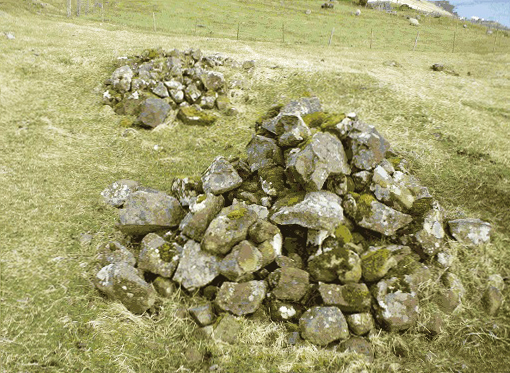
Tumba del vikingo Havgrímur.

Hov tiene sus orígenes en los primeros colonos vikingos. El pueblo es mencionado por primera vez en la historia en la Saga de los feroeses, un escrito de principios del siglo XIII. En ella se menciona que el caudillo vikingo Havgrímur se estableció en Hov en el siglo X, donde tuvo un lugar de culto (hov) para los dioses nórdicos.
El pueblo contó con un pequeño puerto desde la era vikinga. Entre 1935 y 1940 se construyó un nuevo puerto, que fue ampliado en la década de 1960. Esto significó un importante progreso para Hov, porque se pudieron utilizar barcos de mayor calado y realizar actividades todo el año.
Hov se convirtió en un municipio independiente en 1920, cuando se separó de Porkeri.
La piscicultura de salmón ocupa a una parte importante de los habitantes desde los años 1980. Se practica también la crianza de ovejas a nivel de autoconsumo.

## Geografía

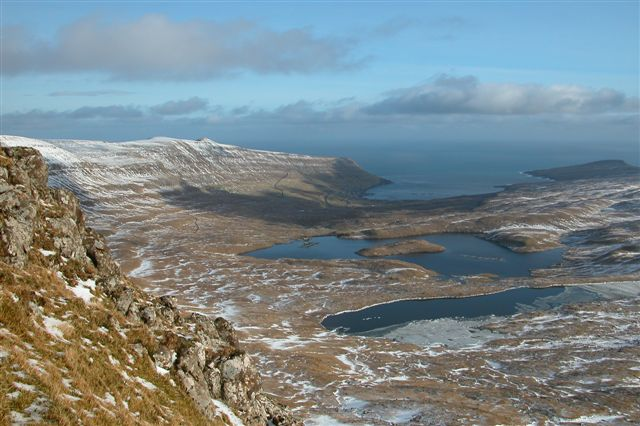
El valle de Hov (Hovsdalur), con vista hacia el oriente. Se aprecian los lagos Bessavatn, Vatnsnes, el fiordo de Hov y el mar abierto.

El pueblo de Hov está situado en la costa centro-occidental de Suðuroy, en la parte norte de una bahía conocida como fiordo de Hov. En el sur de esta bahía se encuentra el Hovshólmur (islote de Hov), de apenas 1,7 ha.
El valle de Hov se extiende al oeste del pueblo, donde hay una zona lacustre. Ahí se encuentra el lago Vatnsnes, en los límites con el municipio de Porkeri. Desde este lago fluye el Hovsá (río Hov), el principal río del municipio, que desemboca al sur del pueblo. El Hovsá tiene una cascada conocida como Foldarafossur. Al sur de la cascada se encuentra el puerto de montaña llamado Foldarsskarð.

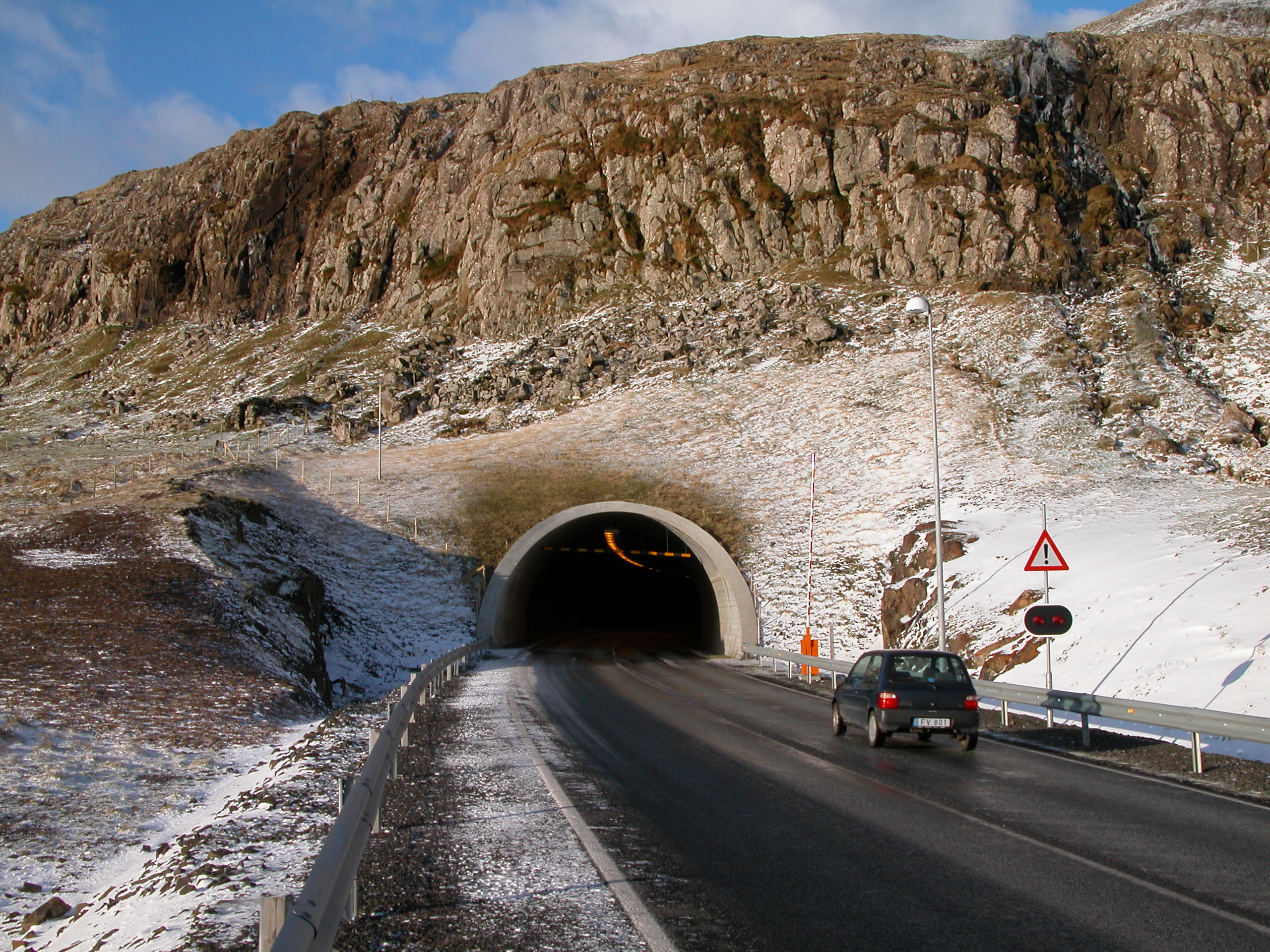
El túnel de Hov.

Hov está bien comunicado por carretera. Por el sur se llega a Porkeri y Vágur, y por el norte hay desde 2005 un túnel que permite en escasos minutos la comunicación con Tvøroyri, la mayor localidad de la isla y desde donde parte el transbordador para Tórshavn. Antes del túnel, se tenía que tomar una carretera que subía las montañas y bordeaba la costa.

## Patrimonio histórico y cultural

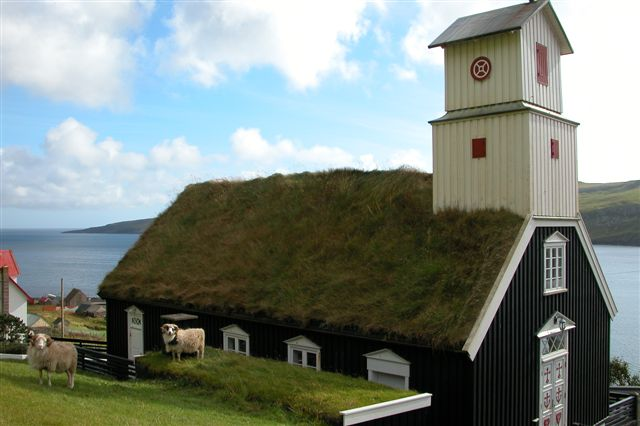
Iglesia de Hov.

Hov tiene una iglesia de madera tradicional original de 1862, pintada de negro y con techo verde. Esta iglesia procede de Vágur, pero ahí se construyó una nueva y mayor iglesia, la vieja iglesia de madera fue desmontada y donada a Hov, donde se volvió a levantar en 1943.
Junto al puerto hay una vieja construcción llamada Mýri, que anteriormente servía para la industria pesquera y como tienda. Al igual que la iglesia del pueblo, es originaria de Vágur. Actualmente es el centro cultural del pueblo: sirve de museo, galería de arte, espacio de conciertos y cafetería.
Se conservan la tumba del caudillo vikingo Havgrímur y la de su caballo, así como las ruinas del antiguo sitio de culto.

## Política
Hov es gobernado por un concejo municipal (bygdarráð) de 5 personas, entre las cuales se encuentra en alcalde. Las últimas elecciones se celebraron en 2008 y el nuevo gobierno asumió el poder el 1 de enero de 2009. El alcalde de Hov es Delmar Tausen.